# Gorillaz
Gorillaz (МФА: [ɡəˈrɪləz]) — британская виртуальная группа, созданная в 1998 году Деймоном Албарном и Джейми Хьюлеттом. Проект включает в себя обширную вымышленную вселенную, окружающую саму «виртуальную группу», состоящую из четырёх анимационных участников: 2-D (вокалист, клавишные), Мёрдока Никкалса (лидер, бас-гитара, драм-машина), Нудл (гитара, мелодика, вокал) и Рассела Хоббса (ударные, перкуссия).
Дебютный одноимённый альбом группы разошёлся в размере семи миллионов копий, что позволило коллективу войти в Книгу рекордов Гиннесса как «Самая успешная виртуальная группа». В 2001 году Gorillaz были номинированы на премию Mercury Prize, но позже их исключили из списка по их же просьбе. Второй студийный альбом, озаглавленный Demon Days и выпущенный в 2005 году, пять раз получил статус платинового в Великобритании, два в США и выиграл пять номинаций на Грэмми в 2006 году, одна из которых была в категории «Лучшее совместное вокальное поп-исполнение». Кроме этого, группа завоевала множество других наград, включая две на MTV Video Music Awards, одну на NME Awards, три на MTV Europe Music Awards, и была номинирована в девяти категориях BRIT Awards. К 2007 году продажи альбомов Gorillaz и Demon Days превысили отметку в 15 миллионов. Plastic Beach, третий студийный альбом группы, был выпущен в марте 2010 года. В декабре того же года был выпущен альбом The Fall. В 2017 году после пятилетнего перерыва Gorillaz анонсировали свой пятый студийный альбом Humanz. Их шестой студийный альбом The Now Now вышел 29 июня 2018 года. В этом же году они были номинированы на 11 наград Brit Awards и стали лучшей британской группой.

## История

### Формирование и ранние годы (1997—2000)

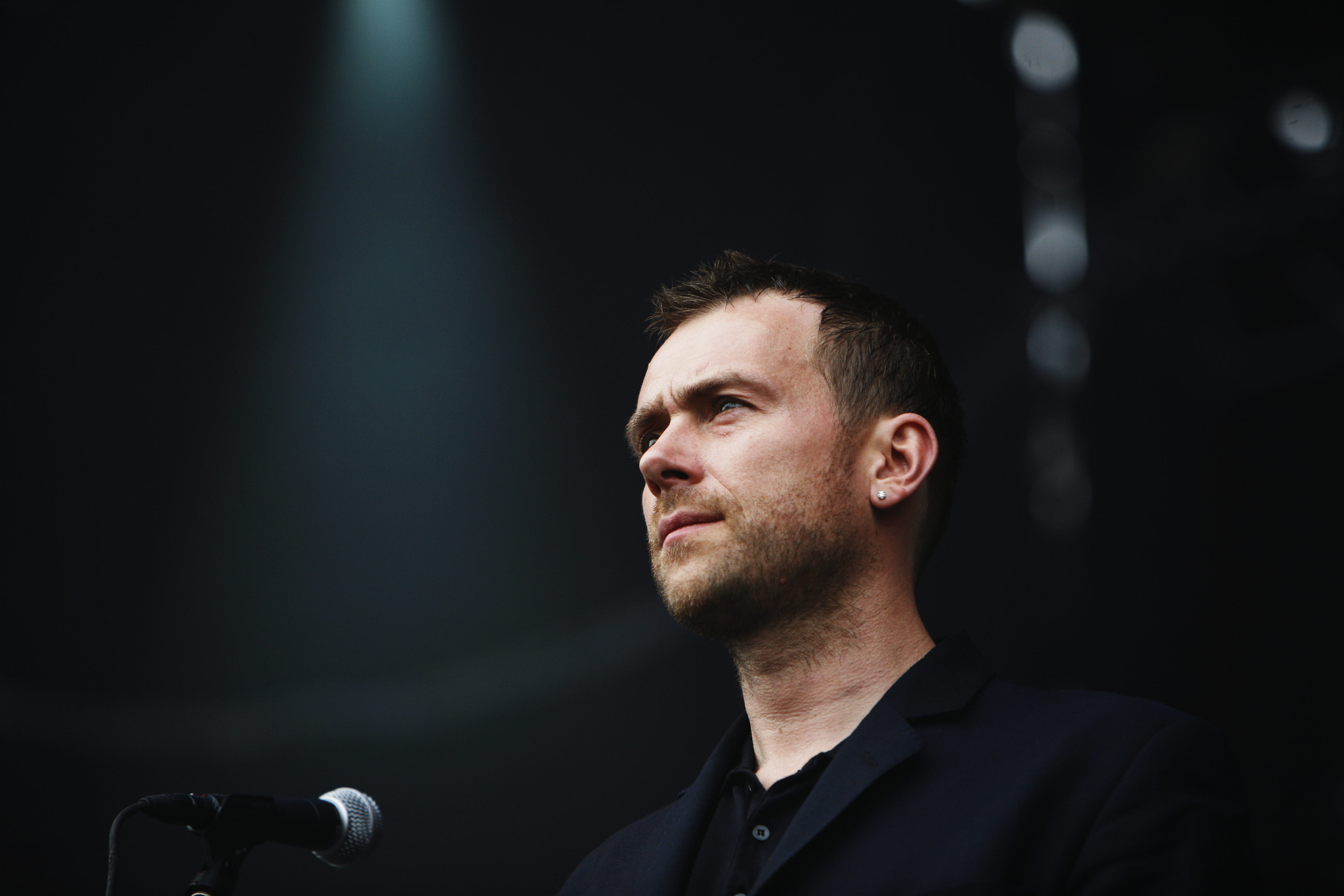
Один из создателей Gorillaz Деймон Албарн (2007 год)

Деймон Албарн и Джейми Хьюлетт впервые встретились в 1990 году, когда Грэм Коксон, поклонник работ Хьюлетта, попросил его взять интервью у Blur, которая на тот момент была недавно-образованной группой, участниками которой являлись Албарн и Коксон. Интервью было опубликовано в журнале Deadline, который также публиковал комикс Хьюлетта Tank Girl. Первоначально Хьюлетт посчитал Албарна «высокомерным придурком», и несмотря на то, что стал одним из знакомых группы, не очень ладил с её членами, особенно после того, как начал встречаться с Джейн Олливер, бывшей девушкой Коксона. Тем не менее, Албарн и Хьюлетт разделили между собой квартиру на Уэстборн Гроув в Лондоне в 1997 году. В то время Хьюлетт разошёлся с Олливер, а Албарн уже практически разорвал свои широко-освещённые в прессе отношения с Джастин Фришманн из группы Elastica.
Идея создать Gorillaz пришла к ним, когда оба смотрели MTV.

«Слишком долго смотреть MTV — это чёрт знает что, в этом нет никакого смысла. Так что у нас появилась идея создания анимационной группы; чего-то такого, что было бы отражением этого процесса» — Хьюлетт.
Оригинальный текст (англ.)If you watch MTV for too long, it's a bit like hell – there's nothing of substance there. So we got this idea for a cartoon band, something that would be a comment on that.

Первоначальным названием группы было Gorilla, а первой записанной песней стала «Ghost Train», которая позже была выпущена на стороне «Б» сингла «Rock the House» и на сборнике би-сайдов G Sides. В первом составе музыкантов стоявших за Gorillaz был сам Албарн, Del the Funky Homosapien и Dan the Automator, которые до этого работали вместе над песней «Time Keeps on Slipping» для одноимённого альбома Deltron 3030.

### Фаза первая: Celebrity Take Down(2000—2003)
Первым релизом группы стал EP Tomorrow Comes Today, выпущенный в 2000 году, а первым синглом — «Clint Eastwood» от 5 марта 2001 года, достигший четвёртого места в чартах Великобритании. Сингл был спродюсирован хип-хоп продюсером Дэном Автоматором и записан совместно с рэп-группой из Лутона (Великобритания) Phi Life Cypher, однако версия, которая появляется в альбоме, записана с американским рэпером Del the Funky Homosapien, который представляется как дух барабанщика группы Рассела Хоббса. Версия с The Phi Life Cypher была помещена на сборник би-сайдов G-Sides. Позже, в том же месяце, выходит их первый полноформатный альбом «Gorillaz», в поддержку которого было выпущено четыре сингла: вышеупомянутый «Clint Eastwood», «19-2000», «Tomorrow Comes Today» и «Rock the House». В июне 2001 года сингл «19-2000» достиг № 6 в Великобритании, а песня была использована в качестве заглавной темы для видеоигры FIFA Football 2002 от EA Sports.
В конце года была выпущена песня «911», плод сотрудничества между Gorillaz и хип-хоп-группы D12 (без Эминема) и Терри Уоллом. Темой песни стали недавно произошедшие теракты 11 сентября. Между тем G-Sides, сборник би-сайдов EP Tomorrow Comes Today и первых трёх синглов, был выпущен в Японии 12 декабря 2001 года, а в начале 2002 года уже последовали международные релизы. Gorillaz выступили на церемонии Brit Awards 2002 в Лондоне. Во время концерта члены группы показывались в виде 3D-анимации на четырёх больших экранах. Группа была номинирована на четыре награды от Brit Awards: «Лучшая британская группа», «Лучший британский альбом» и «Лучший британский новичок», но ничего не выиграла.
В ноябре 2002 года был выпущен DVD под названием «Phase One: Celebrity Take Down». DVD содержит четыре промоакции Phase One, заготовку клипа для «5/4», документальный фильм «The Charts of Darkness», рассказывающий о репортёре Кришнане Гуру-Мурти, который пытается выследить Албарна и Хьюлетта после того, как их поместили в психиатрическую больницу, пять Gorilla Bitez (комедийные короткометражки с персонажами группы в главных ролях) и многое другое.

### 2003 — настоящее время
В 2005 году выходит альбом Demon Days, занявший высокие места в мировых хит-парадах.
В марте 2010 года появился новый альбом под названием Plastic Beach. Данный альбом ознаменовался также выпуском нескольких синглов, таких как «Stylo», «On Melancholy Hill», «Rhinestone Eyes» и «Doncamatic». К каждому синглу (кроме «Rhinestone Eyes» — из-за отказа фирмы спонсора финансировать съёмки, для просмотра публике стало доступно только слайд-шоу, состоящие из зарисовок к будущему клипу) вышел видеоклип. В записи видеоклипа на песню «Stylo» принял участие Брюс Уиллис. Plastic Beach разошёлся по миру тиражом более миллиона копий.
Спустя некоторое время после выпуска Plastic Beach группа отправилась в мировое турне. В ходе тура с помощью некоторых приложений iPad были записаны песни для альбома The Fall, который вышел в декабре 2010 года. Данный альбом неофициально считается дневником гастролей группы. Альбом доступен для бесплатного прослушивания на сайте Gorillaz.
В апреле 2012 года Албарн сообщил, что проект «вряд ли» продолжит своё существование в связи с разногласиями с Хьюлеттом. Однако позже Албарн не отбросил возможности выхода нового альбома Gorillaz после того, как он и Хьюлетт разрешат между собой спорные вопросы.
В конце 2014 года Деймон Албарн в интервью Sydney Morning Herald рассказал, что следующий альбом Gorillaz появится в 2016 году. Позже, уже в начале 2015, Джейми Хьюлетт в своём Инстаграме выложил рисунки всех участников группы, а в комментариях под фотографией наброска Мёрдока написал, что Gorillaz возвращаются.
19 января 2017 года группа выпустила новый сингл «Hallelujah Money», и 28 апреля этого же года Gorillaz выпустили новый альбом Humanz. 8 июня 2017 года вышел неальбомный сингл «Sleeping Powder» вместе с сопровождающим его видеоклипом.
26 мая 2018 года группа анонсировала новый альбом The Now Now вместе с датой его выхода — 29 июня. 31 мая был выпущен сингл «Humility» вместе с песней «Lake Zurich».
Вместе с объявлением нового альбома группа также представила своего нового вымышленного участника Эйса из мультсериала Cartoon Network «Суперкрошки». В этой истории он является временной заменой Мёрдоку, который был заключён в тюрьму. 20 сентября Мёрдок вернулся в группу, сбежав из тюрьмы для плана Миссии M101.

## Участники группы
| Виртуальные участники - Мёрдок Никкалс — бас-гитара, драм-машина (1998— настоящее время; перерыв 2018) - 2-D — ведущий вокал, клавишные, мелодика, ритм-гитара, фортепиано, синтезаторы (1998 — настоящее время) - Нудл — соло-гитара, клавишные, вокал (1998—2006, 2010 — настоящее время) - Рассел Хоббс — ударные, перкуссия, драм-машина (1998—2006, 2012 — настоящее время) | Бывшие виртуальные участники - Паула Крекер — соло-гитара (1998) - Киборг Нудл — соло-гитара, бэк-вокал (2008—2011) - Эйс — бас-гитара (2018) |

## Концепция группы
Вымышленная Вселенная группы демонстрируется на веб-сайте и в музыкальных видео группы, а также в ряде других медиаданных, таких как короткометражные мультфильмы. Ещё была написана книга Rise of the ogre с англ. — «Становление чудовища», содержащая биографию персонажей и некоторых людей, работающих над Gorillaz. Музыка является результатом сотрудничества различных музыкантов с Албарном, являющимся единственным постоянным автором музыки, в которой прослеживаются влияния таких жанров, как альтернатива, рок, хип-хоп, электроника, даб и поп.

## Дискография

### Студийные альбомы
- Gorillaz (2001)
- Demon Days (2005)
- Plastic Beach (2010)
- The Fall (2010)
- Humanz (2017)[33]
- The Now Now (2018)
- Song Machine, Season One: Strange Timez (2020)
- Cracker Island (2023)

## Туры
- Gorillaz Live[англ.] (2001—02)
- Demon Days Live[англ.] (2005—06)
- Escape to Plastic Beach Tour[англ.] (2010)
- Humanz Tour[англ.] (2017)
- The Now Now Tour[англ.] (2018)

## Награды и номинации
- 2001 — Первый альбом группы Gorillaz был продан в количестве 7 миллионов копий и внесен в Книгу рекордов Гиннесса как «Лучшая виртуальная группа».
- 2001 — Первый альбом группы Gorillaz был номинирован на Mercury Prize 2001 года, но позже был снят с номинации по просьбе группы.
- 2005 — Второй альбом группы Demon Days стал платиновым в Англии и двойным платиновым в США.
- 2006 — Второй альбом группы Demon Days получил 5 номинаций Грэмми и выиграл в «Лучшая поп-группа с вокалистом».
- 2007 — Gorillaz и Demon Days превышают 15 миллионов копий.

## Иная деятельность группы
- Группа Gorillaz проводила «отпуск» в стенах Habbo Hotel, и каждый игрок имел возможность пообщаться с известными музыкантами.

## Комментарий
1. ↑  В 2018 Мёрдок сидел в тюрьме в период альбома The Now Now.